# Bastnäsita-(Y)
La bastnäsita-(Y) és un mineral de la classe dels carbonats, que pertany al grup de la bastnäsita. Rep el seu nom de les mines de Bastnäs (Suècia), més el sufix "-(Y)" per la dominància de l'itri en la seva composició.

## Característiques
La bastnäsita-(Y) és un carbonat de fórmula química Y(CO₃)F. Cristal·litza en el sistema hexagonal. Es troba en forma de grans irregulars, d'aproximadament 4μm, en agregats compactes pseudomorfs després de cristalls grans de gagarinita-(Y). La seva duresa a l'escala de Mohs es troba entre 4 i 4,5.
Segons la classificació de Nickel-Strunz, la bastnäsita-(Y) pertany a «05.BD: Carbonats amb anions addicionals, sense H₂O, amb elements de terres rares (REE)» juntament amb els següents minerals: cordilita-(Ce), lukechangita-(Ce), zhonghuacerita-(Ce), kukharenkoïta-(Ce), kukharenkoïta-(La), cebaïta-(Ce), cebaïta-(Nd), arisita-(Ce), arisita-(La), bastnäsita-(Ce), bastnäsita-(La), hidroxilbastnäsita-(Ce), hidroxilbastnäsita-(Nd), hidroxilbastnäsita-(La), parisita-(Ce), parisita-(Nd), röntgenita-(Ce), sinquisita-(Ce), sinquisita-(Nd), sinquisita-(Y), thorbastnäsita, bastnäsita-(Nd), horvathita-(Y), qaqarssukita-(Ce) i huanghoïta-(Ce).

## Formació i jaciments
És un mineral secundari poc comú que es troba en filons en pegmatites de quars-microclina. Sol trobar-se associada a altres minerals com: gagarinita-(Y), fluorita, microclina, hematites i quars. Va ser descoberta al massís de Verkhnee Espe, a la serralada de Tarbagatai (Província del Kazakhstan Oriental, Kazakhstan).